# Droga
|  | Aquest article tracta sobre substàncies que poden generar dependència. Si cerqueu substàncies amb acció farmacològica, vegeu «fàrmac». |

Una droga és una substància que s'introdueix a l'organisme humà per diferents procediments, que pot modificar temporalment la percepció o el sistema nerviós d'una persona i que pot crear addicció. Les drogues s'han usat històricament com a element recreatiu i també al camp de la farmacologia: anestèsia, medicina fisiològica, psiquiatria, etc.
L'addicció a una droga és la necessitat imperiosa de consumir una droga en particular regularment, sense ser capaç de moderar-ne el consum o suprimir-lo. Ve determinada per fenòmens psíquics i físics. Els quadres d'abstinència sempre presenten aspectes psicològics però també se'n solen trobar de físics que, en el cas d'algunes drogues, poden resultar mortals. Poden controlar-se amb mesures terapèutiques simptomàtiques o substitutives (substàncies menys nocives, d'efectes semblants, que es retiren progressivament). Algunes de les addiccions a drogues més conegudes són el tabaquisme, l'alcoholisme, a amfetamines, a somnífers, a antidepressius, l'addicció a la marihuana, a l'heroïna, la cocaïna.

## Etimologia

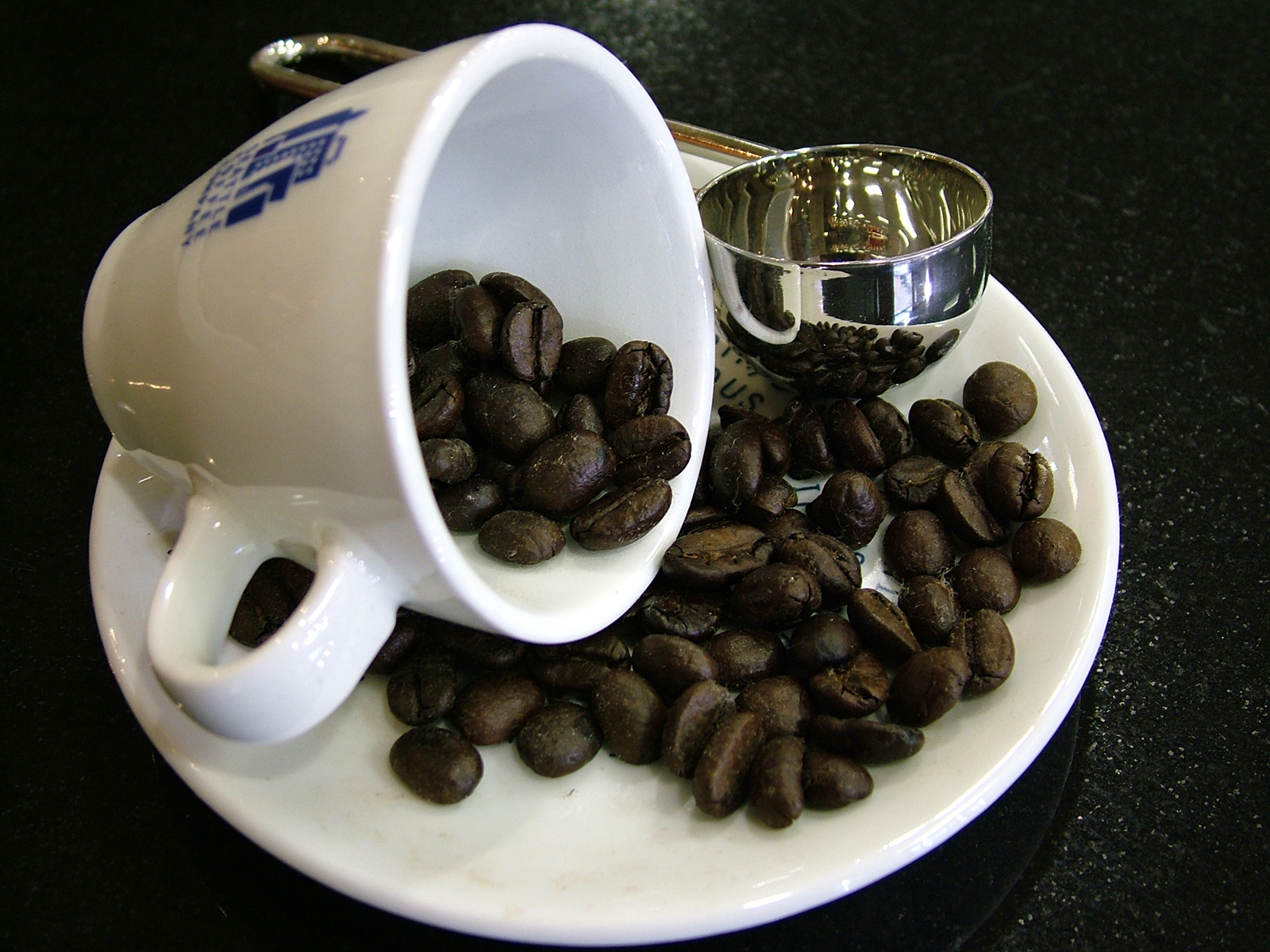
Infusió de cafè

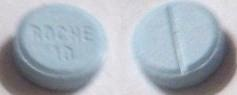
Diazepam, conegut sota la marca comercial Valium, entre altres

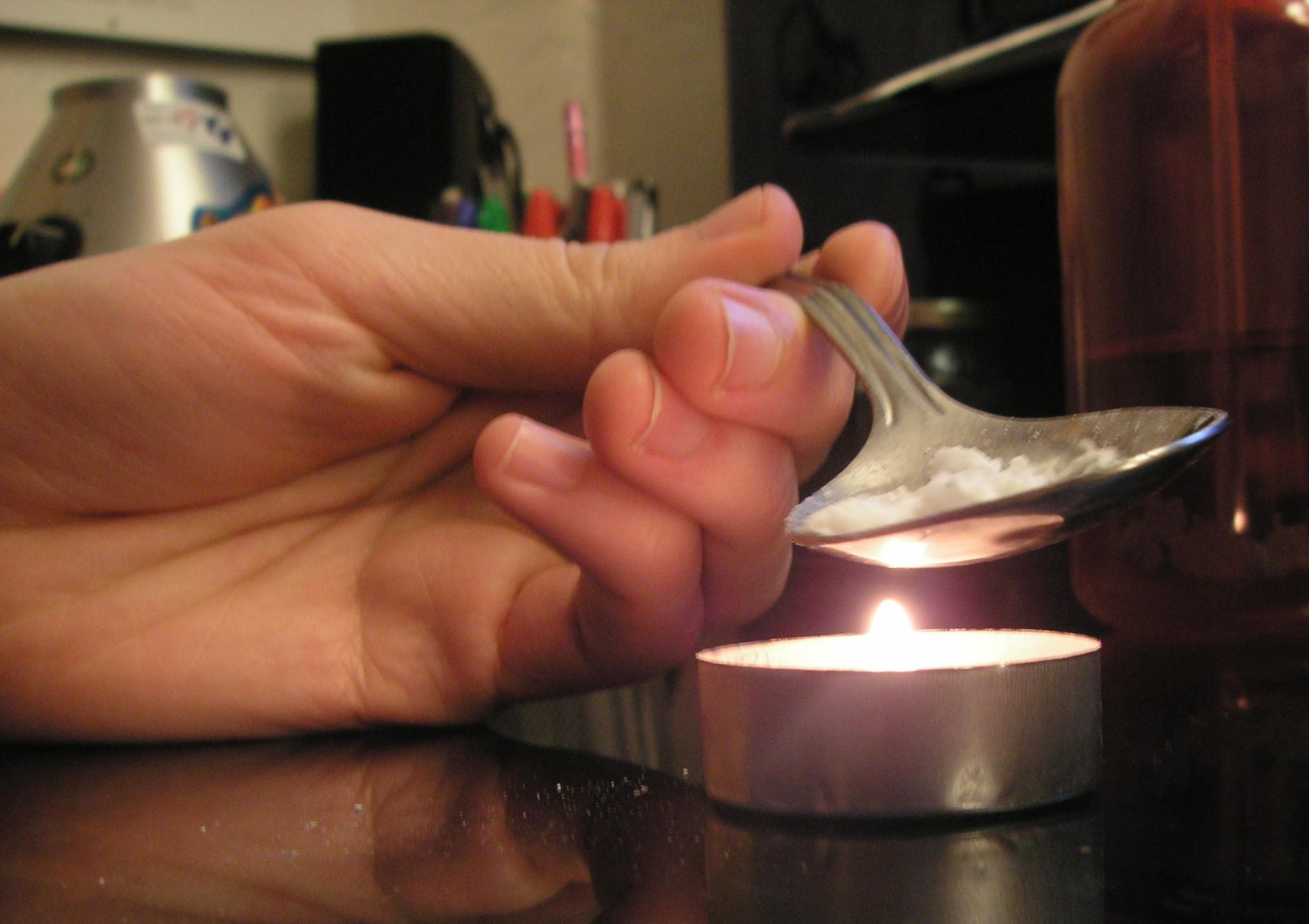
Crac

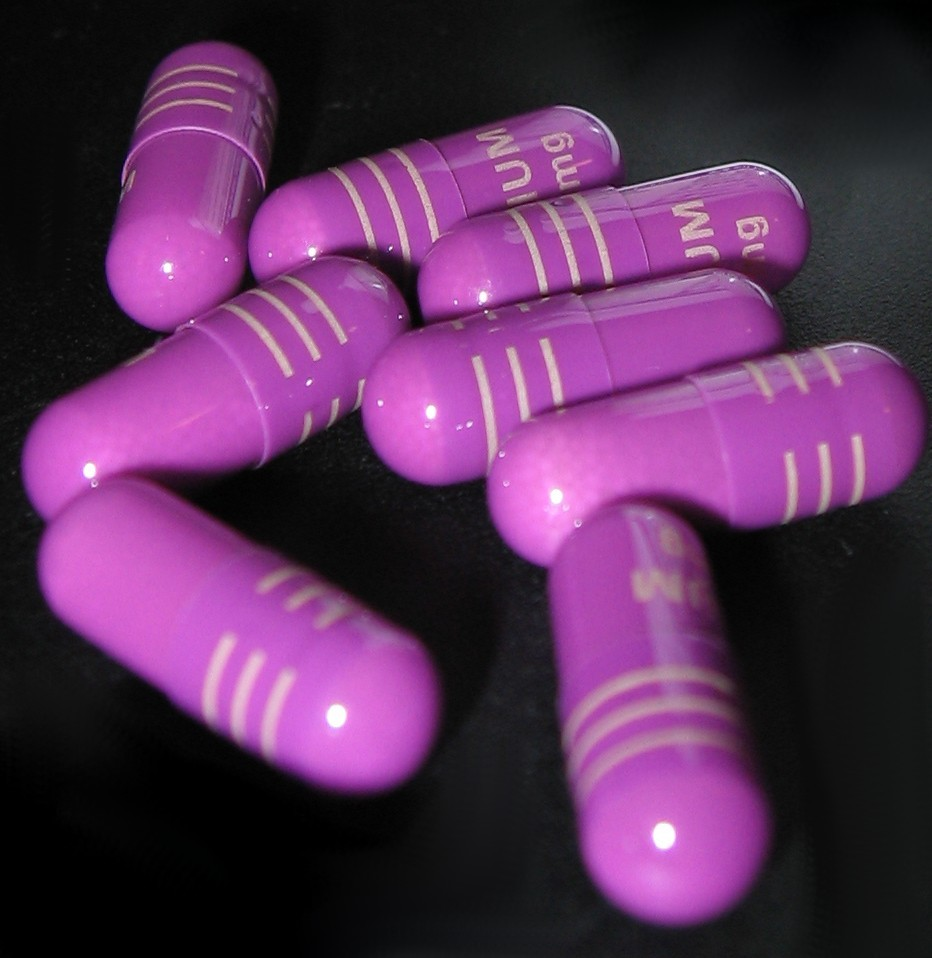
Nexium píndoles de 40 mg

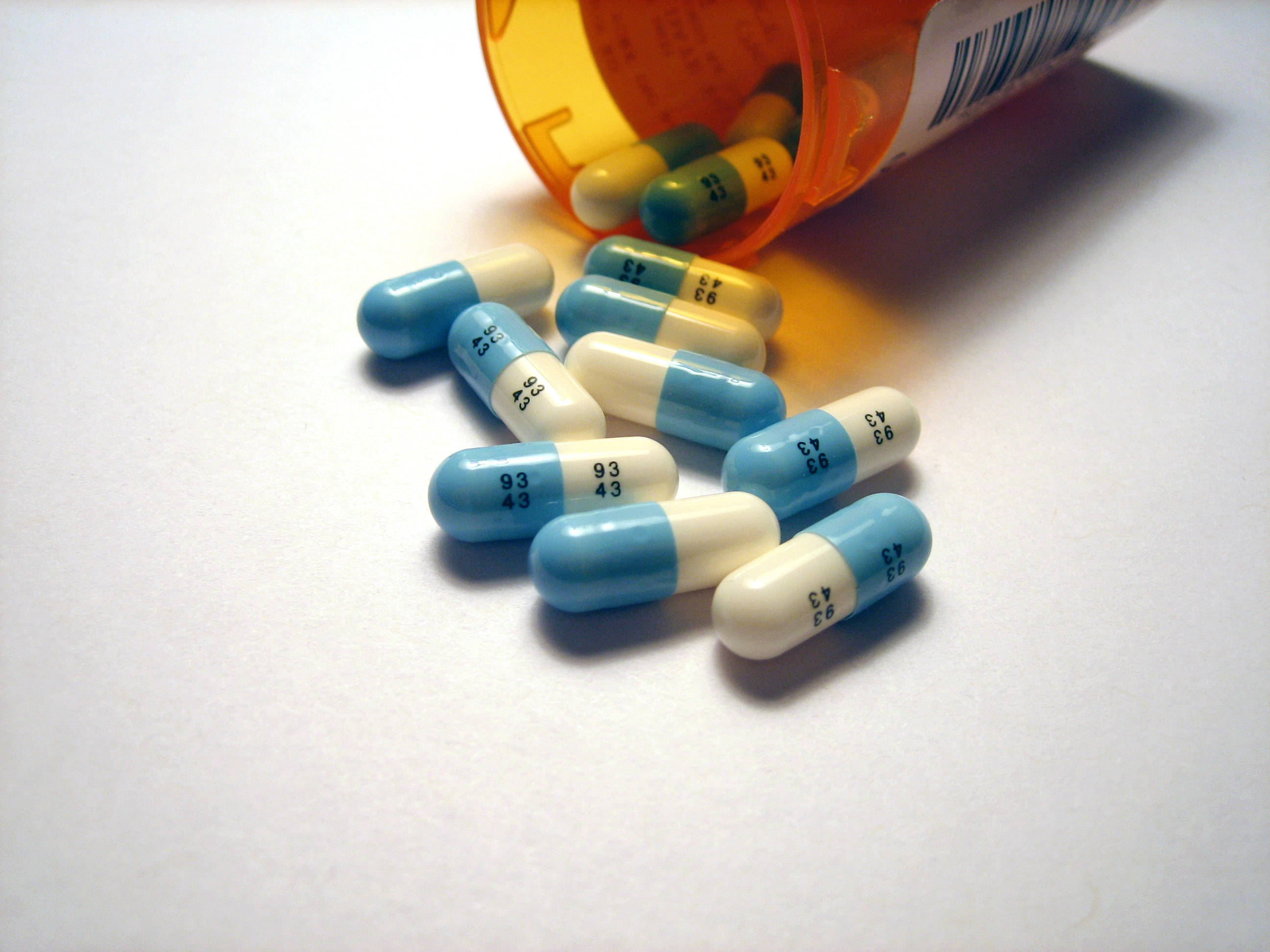
Fluoxetina, conegut comercialment com a Prozac.

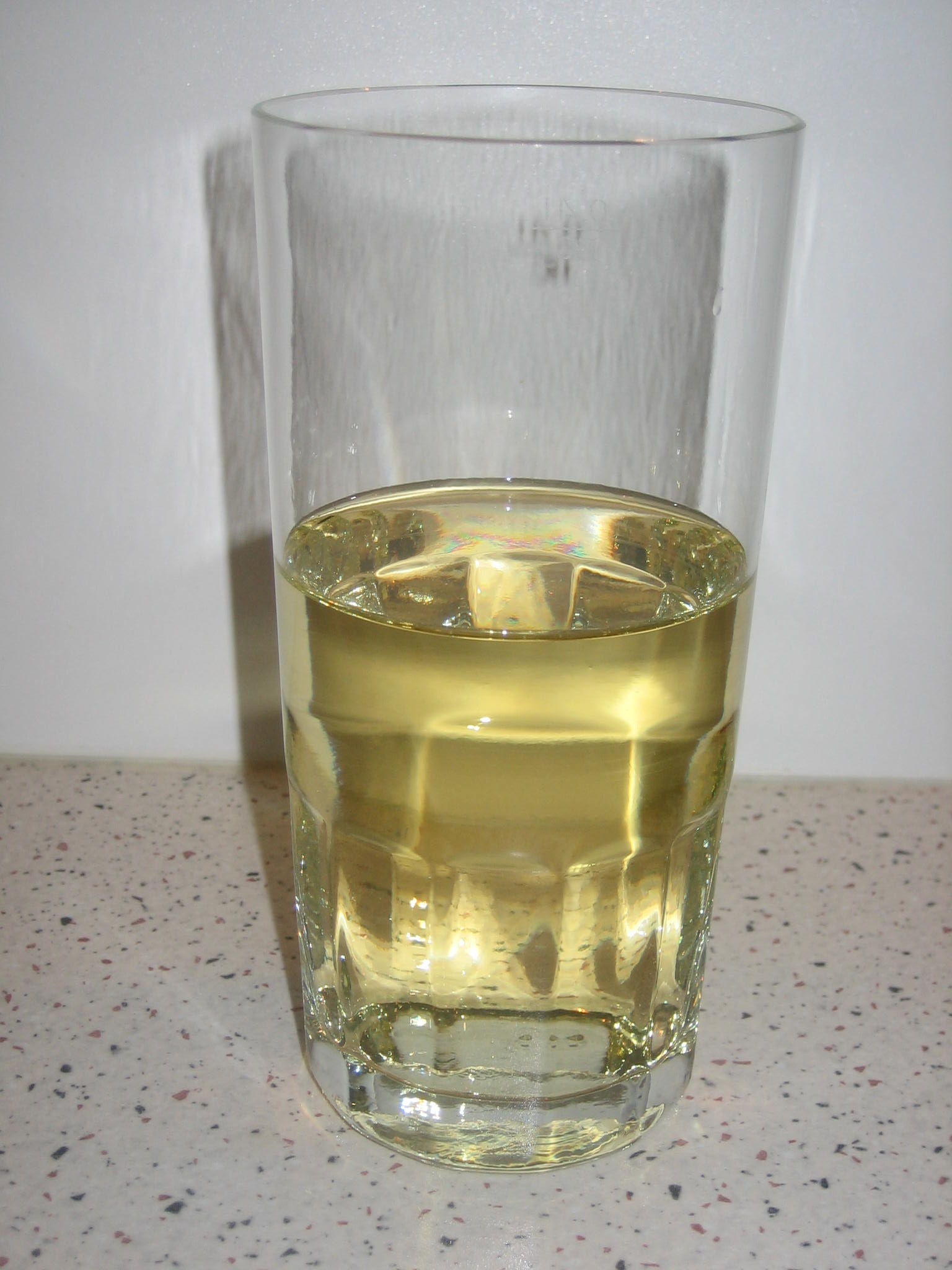
Un got de vi. L'alcohol, bé sigui destil·lat o fermentat pot generar dependència.

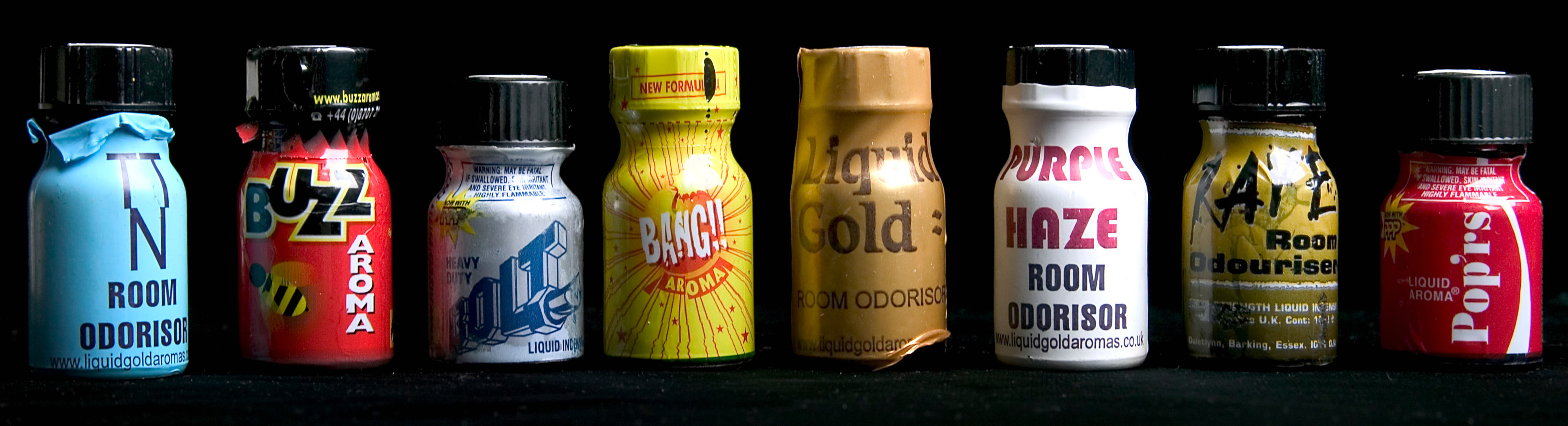
Ampolles de popper.

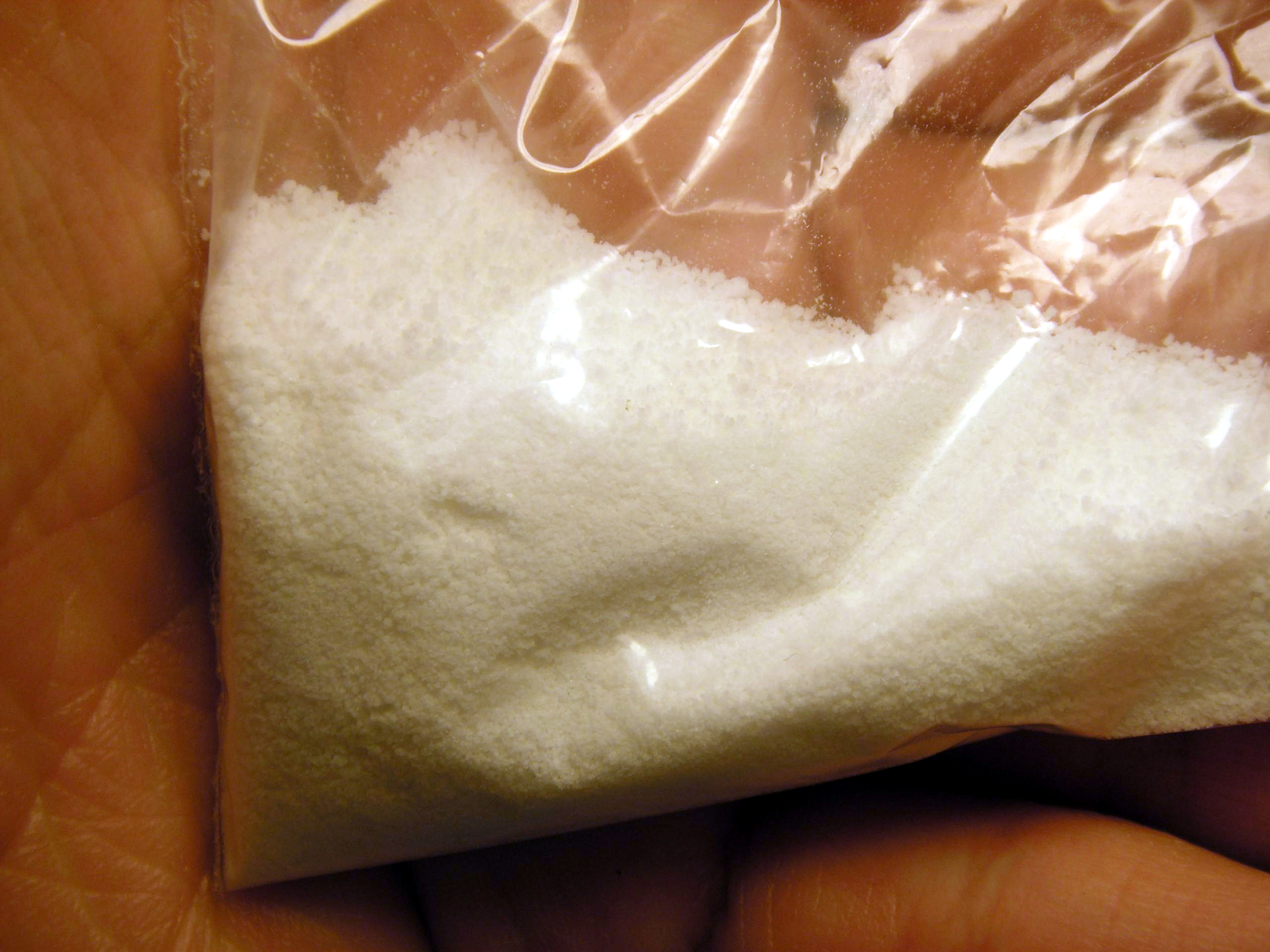
MDMA o èxtasi.

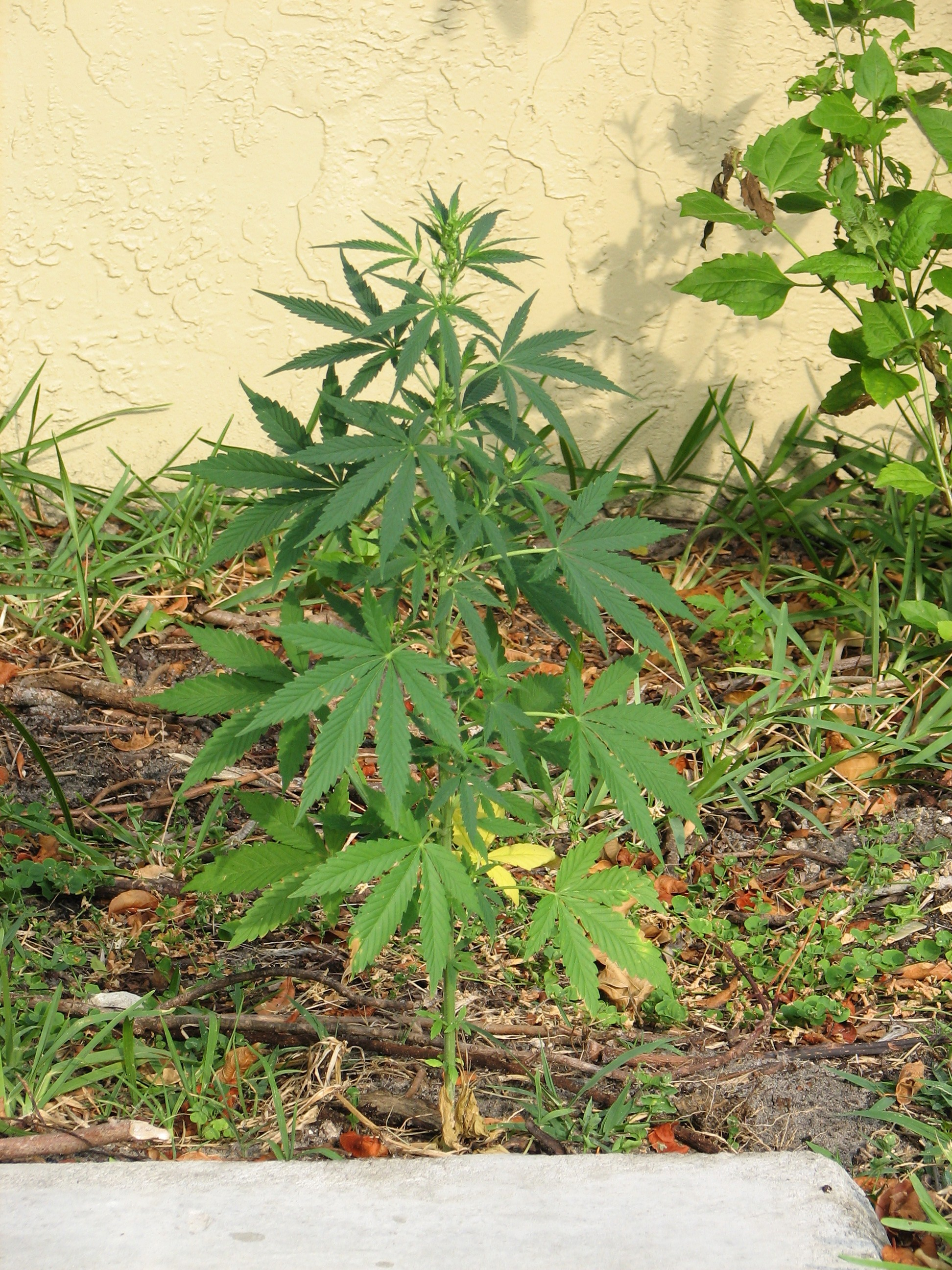
Planta de cànnabis.

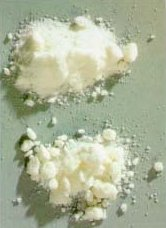
Cocaïna

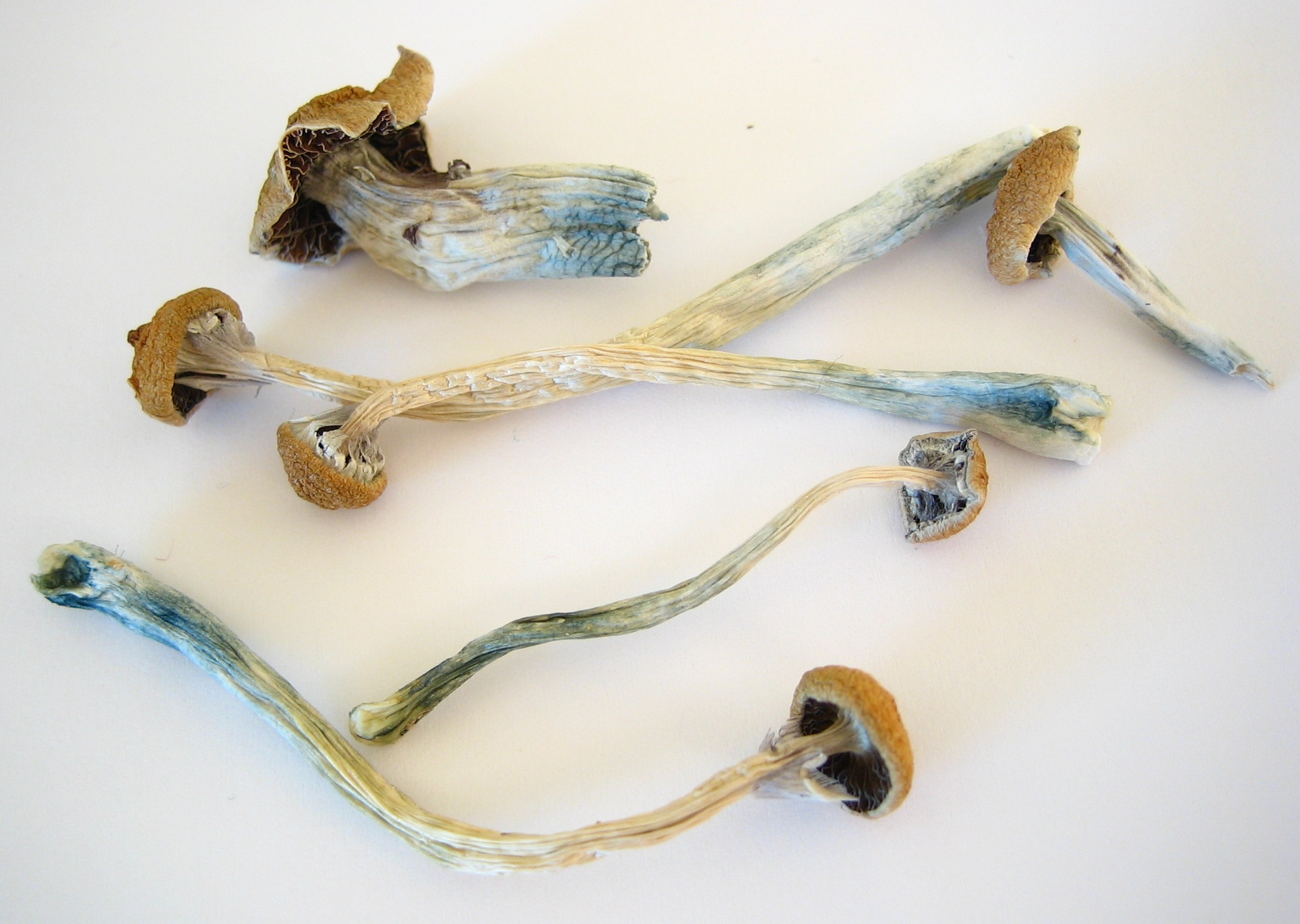
Bolets al·lucinògens (Psilocybe cubensis).

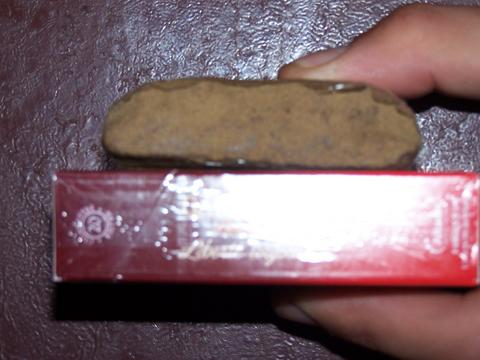
Un tros d'haixix i un paquet de tabac

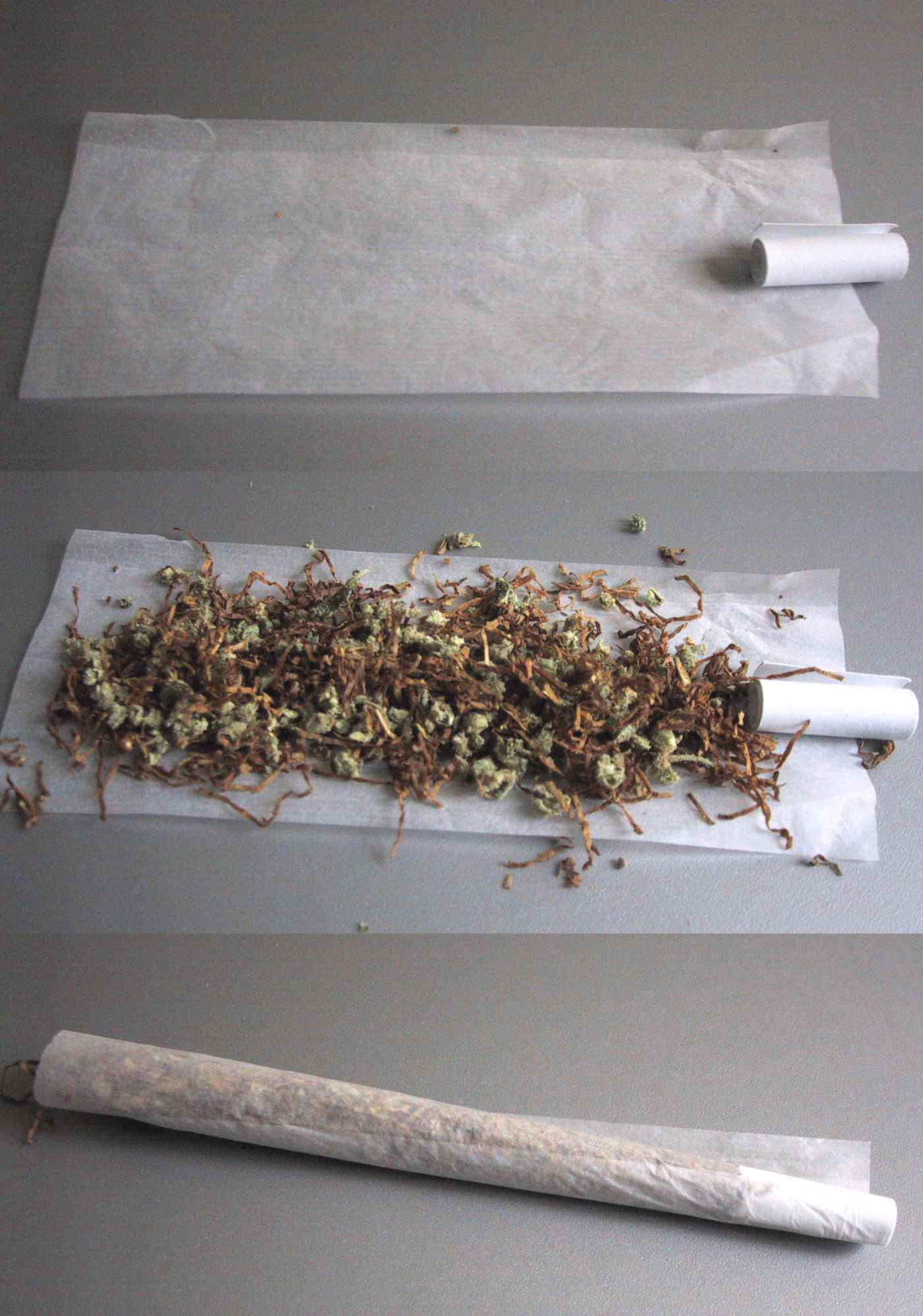
Porro fet amb tabac i marihuana

L'etimologia del terme és imprecisa, però per a la majoria de llibres de text moderns, el terme "droga" ve de la paraula neerlandesa "drug" (matèria seca).

## Història
Abans de les primeres civilitzacions ja hi ha proves que l'home feia ús de drogues. En totes les civilitzacions, des de l'assíria fins a l'actual del segle xxi, l'ésser humà ha consumit tota mena de drogues per diferents motius, religiosos, rituals, medicinals, hàbits o costums, per distracció, hedonisme, etc. Per exemple, el cultiu d'opi a Mesopotàmia data del quart mil·lenni abans de Crist, l'ús de la fulla de coca és constatat el 2100 aC a l'Equador i el 2500 aC al Perú i hi ha referències que testimonien l'ús psicoactiu del cànnabis a l'actual Xina, cap al 2700 aC.
No va ser fins al segle xvii i a Europa que va aparèixer per primer cop la noció del que aleshores es va considerar substància viciosa, terme que va proposar l'economista Jean-baptiste de Montyon per a taxar amb impostos certs comportaments considerats immorals. Els impostos especials per a comportaments no desitjats moralment ja es feien abans, per exemple a la península Ibèrica per a les persones de religions diferents de la del poder, i a l'Església Catòlica per a poder menjar, per exemple, carn als dies de peix.
A Catalunya, el baró de Maldà (1746 - 1819) confesa al seu Calaix de Sastre que una de les seves debilitats és l'addicció al tabac i a la xocolata, i troba poc educat obligar els altres a respirar el fum del tabac de pipa. Però el pas de la percepció d'un comportament poc moral a poc saludable no es va donar fins a finals del segle xix. En 1887, Thomas Larchevêque va escriure un assaig sobre el tabac al qual definia les substàncies vicioses com a productes tals que "el seu consum perjudicial o com a mínim que no serveix per res no aporta cap benefici a l'organisme i no són més que excitants perniciosos del sistema nerviós".
Al segle xx es van començar a denominar drogues el que fins aleshores havien estat substàncies vicioses, completant i fent evolucionant la definició de Larchevêque a mesura que es descobrien els diversos efectes concrets que exerceixen a l'organisme. El concepte de droga es va aplicar ja a les substàncies actives, en farmàcia o per a altres usos, i en llengües com l'anglesa de fet encara tenen el mateix sentit que medicament. En la cultura occidental dels segles XX i XXI la droga és considerada un tema tabú.
Les lleis contra les diferents drogues tenen a tot estirar una antiguitat de 80 anys. Un exemple de prohibicionisme va ser la Llei seca als Estats Units durant els anys 1920 i 1930, mitjançant la qual es va arribar a prohibir els licors i les begudes alcohòliques. L'experiment de la prohibició va fracassar estrepitosament i va ser l'origen del poder de certs grups mafiosos que van començar traficant amb aquesta droga, i quan va ser legalitzada, van canviar a unes altres que seguien prohibides. Malgrat ser les dues substàncies que més morts provoquen en les societats occidentals, alcohol i tabac no tenen el mateix estigma que les restants drogues, ja que són legals i el seu ús està acceptat socialment i regulat per l'administració pública.

## Usos

### Fàrmac o medicament
Existeix un gran nombre de drogues que es poden utilitzar com a medicaments per a diverses malalties. Però moltes drogues, independentment de la seva possible utilitat terapèutica, s'utilitzen amb finalitats recreatives, o pels seus efectes psicològics o sensorials, si bé en aquest segon cas no s'usen amb les dosis ni de la mateixa manera que quan es fa amb finalitats mèdiques. Això és un problema social de primer ordre en molts països, ja que el consum continuat de drogues sol crear addicció. En la majoria de casos, el consum de drogues també té altres efectes nocius sobre la salut, i sobre el comportament social del consumidor. El fet que moltes d'aquestes drogues siguin il·legals en la majoria de països ha fet créixer un mercat negre d'aquestes substàncies, amb les corresponents associacions criminals que en controlen el contraban i la distribució.
- Des del punt de vista de la farmacognòsia, una droga és la part de l'ésser viu on es troben substàncies que poden ser utilitzades amb fins terapèutics o preventius o que són precursors d'hemisíntesi farmacèutica. Per exemple, en la valeriana, la droga seria l'arrel, ja que és d'on s'extrauen els principis actius, o en la camamil·la, els capítols florals.

- Des del punt de vista de la psicologia (de fet, aquest és l'ús més habitual del terme en el llenguatge quotidià), una droga és una substància amb efectes sobre el sistema nerviós central, amb capacitat d'alterar l'estat d'ànim, la percepció o el coneixement, i que sol crear addicció i quadres d'abstinència.

### Lúdic o recreatiu
Les drogues recreatives es poden classificar en quatre grups, segons el seu efecte principal:
- Euforitzants i excitants (cocaïna, amfetamines, alcohol en la seva primera fase, nicotina en la seva segona fase, cafeïna).
- Antics anestèsics reemplaçats, en farmacologia, per alternatives més segures i amb menys problemes: GHB (gamma-hidroxibutirat) o "èxtasi líquid", la ketamina o "Special K", i el PCP (fenciclidina) o "pols d'àngel".[9] La ketamina es pot barrejar amb cocaïna per a ser esnifada, és el que s'anomena "Special Calvin Klein".[10]
- Relaxants, sedants i depressors (opiacis, heroïna, morfina, benzodiazepines, ansiolítics, relaxants musculars i hipnòtics, alcohol en la seva segona fase, nicotina en la seva primera fase, barbitúrics, cànnabis (marihuana), inhalants).
- Al·lucinògens (LSD, peiot).

### Droga d'abús
Els psicofàrmacs i altres drogues es poden usar per a modificar l'estat de la consciència voluntàriament d'una persona amb diversos fins, que poden incloure, per exemple, la violació d'una persona. Aquests usos comporten un mal ús ètic i moral, més enllà del perjudici a la salut.
Un cas freqüent és el del dopatge en esportistes, que ingereixen drogues i altres substàncies per a millorar la seva forma física. Un altre és el de nenes a les quals se'ls dona aquestes substàncies perquè no perdin l'aspecte infantil en la pubertat (típic en la gimnàstica rítmica i en estrelles infantils en molts medis) i els que prenen alguns malalts, com els anorèctics o els ortorèxics, per a intentar que el cos s'assembli a l'ideal que els imposa la seva malaltia.

## Geoeconomia de les drogues
La producció, tràfic, comerç i consum de drogues massius van entrar en la seva forma moderna en el segle xx, i des d'aleshores han servit entre altres coses per a enfortir la polaritat entre els molt rics i els molt pobres a escala mundial. En un inici, els països rics o del primer món eren considerats els consumidors, mentre que al tercer món era on es comprava, a preus irrisoris, la producció.
Però ara la relació de ric i pobre no es troba només a l'escala dels països, sinó també individualment, de cada persona. A més, un canvi important és que, si bé els països en vies de desenvolupament són els que majoritàriament cultiven les plantes que serveixen per a produir drogues –sovint en detriment d'altres cultius alimentaris, cosa que sol provocar la paradoxa que un poble agricultor mori de fam–, ara a més en són els principals consumidors. Els països rics es dediquen al negoci, l'exportació i, les classes baixes, al consum.
D'altra banda, a les drogues tradicionals s'han afegit les drogues anomenades de disseny o sintètiques, que es produeixen de manera econòmica als mateixos països del primer món, cosa que, d'una banda fa que les drogues en general baixin de preu, amb la qual cosa són accessibles a un espectre més ampli de mercat potencial, i d'altra banda, per competitivitat, fa baixar el preu que els països rics estan disposats a pagar als pobres per, per exemple, la cocaïna.
Així, en el segle xxi les drogues són produïdes i consumides a tot el món, com un efecte més de la globalització. La producció i el transport de drogues és una partida econòmica molt important en estats com Colòmbia, Panamà o els Estats Units.

### Desigualtat econòmica i droga
La distància creixent entre l'economia del primer i el tercer món beneficia la producció i el tràfic de droga. Algunes poques persones del primer món creen enormes fortunes, que després inverteixen en el sector immobiliari o en altres sectors. En canvi, en alguns països (com Afganistan o el Congo), sovint amb dèficits estructurals polítics i econòmics, els pagesos es troben obligats a treballar en camps exageradament extensius de rosella, cànnabis o coca; malgrat la manca d'aliments que això comporta, per a poder sobreviure encara que sigui amb dèficits alimentaris. Ethan A. Nadelmann explica que l'economia de les drogues, en particular les il·legals, és el resultat directe de la intervenció dels Estats a escala mundial, en què la construcció de les normes internacionals constitueix un instrument de poder, en especial dels països rics sobre els pobres, el Nord i el Sud.

### Globalització i droga
La dècada de 1980 marcà el desenvolupament de la producció i la presa de la gestió, així com de la distribució per diferents organitzacions criminals locals en diferents llocs del món. Els anys 90 marquen la internacionalització d'aquestes organitzacions. La globalització del comerç de la droga i la prohibició (que implica un control absolut per part del traficant, dels salaris o maneres de pagament, o no, als seus empleats, de castigar els mals treballadors, de la qualitat de la droga i dels ingredients, dels mètodes de fabricació, les normes d'higiene, el preu, etc.) beneficien els traficants.

### Evolució dels beneficis econòmics a escala mundial
Segons l'informe elaborat anualment per l'ONU, durant el curs 2005-2006 el mercat de les drogues il·legals es va estancar. Sembla que hi va poder influir la lluita contra el tràfic. L'informe estima que s'havia interceptat un 42% dels carregaments mundials de cocaïna i un 26% dels d'heroïna.
Segons el mateix informe, el 2006 la producció d'opi a l'Afganistan havia crescut fins a un 45% en un any i representava així el 49% de la producció total al món. Afganistan, Iran i Pakistan formen l'anomenat "Triangle d'Or", dels països de més alta producció d'opi i en els quals la producció, el tràfic i el consum d'opi és important. Una altra zona mundial on destaca l'elevada producció, comerç i consum d'opi, morfina i heroïna és l'anomenat «Triangle d'Or», format per Birmània, Laos i Tailàndia.

## Política econòmica i de legislació
La legislació contemporània, en el context d'una "guerra contra la droga", considera il·lícit l'ús i el comerç extraterapèutic de psicofàrmacs que alterin la consciència.
Les drogues han esdevingut un problema molt greu en els últims anys i són nombrosos els països que tracten d'afrontar-ho mitjançant diferents vies, com ara campanyes i operatius contra les drogues i el seu tràfic.
Cada país estableix algunes excepcions a aquesta regla. Per exemple, és habitual a Occident que l'ús i comerç de l'alcohol, el tabac i els estimulants cafeínics siguin legals fora de l'àmbit de la medicina. En alguns d'aquests països, com els Països Baixos, es permet l'ús recreatiu de la marihuana i els fongs psicotròpics.
Quan les substàncies són fabricades i distribuïdes dins de l'àmbit farmacèutic, però són emprades sense prescripció facultativa i amb finalitats recreatives, la llei considera que existeix abús. Per a altres col·lectius, en canvi, l'abús es produeix quan el consumidor danya la seva salut i la seva relació amb l'entorn.
En amplis sectors de la societat existeix la idea que l'ús extramedicinal de psicofàrmacs és nociu. No obstant això, en altres entorns es defensa que ha de ser l'individu qui reguli la seva conducta, i que l'Estat no té la legitimitat per a dirigir la seva salut. Totes dues posicions són les que s'han enfrontat, tradicionalment, en el debat sobre la legalització de les drogues.
Els sectors psicofarmacòfils de la societat descobreixen constantment que certs principis actius -presents sobretot en plantes i medicaments de farmàcia- són susceptibles d'ús recreatiu; aquest descobriment i la consegüent extensió del seu ús condueixen a una resposta legislativa, augmentant el catàleg de substàncies prohibides o subjectes a mecanismes estatals de control.

### Política i legislació del vi i alcohols
En la societat europea, la cultura i el consum d'alguns alcohols com el vi i altres licors està tan arrelat que cap govern no gosa prohibir-los, cosa que atemptaria a més contra l'economia local. Els fabricants anuncien que "una mica cada dia" de vi o de cervesa és "bo per a la salut" i els governs es limiten a recomanar una ingesta no excessiva d'aquestes begudes, mentre que es preocupa per la seva especial perillositat en adolescents, quan el cervell encara no s'ha acabat de formar. A la Unió Europea està prohibida la venda d'alcohol a menors d'edat, així com l'entrada d'aquests en alguns locals on se'n consumeix, com ara discoteques.

### Política i legislació del tabac
El tabac és una partida d'ingressos important en molts estats, els quals gaudeixen del monopoli de la seva comercialització. Els governs arreu del món estan d'acord en la perillositat del tabaquisme i en el perill que causa a tercers, ja que aquesta droga, en ser fumada, obliga a respirar-la també a altres persones alienes. En els darrers anys, alguns països n'han prohibit el consum a menors d'edat, en alguns llocs de treball i en alguns llocs tancats (avions, ascensors, etc.), però no en tots els llocs públics.
Se sap que el tabac conté elements tòxics i radioactius nocius, i més d'un centenar de productes prohibits a la indústria alimentària i a la farmacèutica, però cap govern no els prohibeix ni en castiga el comerç ni el consum. És a dir que és tractat com una droga per a algunes coses, però com un producte d'alimentació per a altres.
Darrerament, en alguns països s'ha estès el missatge paternalista de l'Estat, que apuja els impostos associats al tabac (i també a l'alcohol) amb l'objectiu que, com que és més car, menys gent en consumirà. Però precisament una característica de la drogoaddicció és que el malalt està disposat al que sigui per a obtenir la droga. Socialment, aquests impostos són regressius, és a dir que les persones amb menys diners paguen un percentatge més alt d'impostos que les més riques; cosa que augmenta la desigualtat social.

### Política i legislació de la marihuana
La marihuana i l'haixix han estat completament il·legals, als Països Catalans, fins fa poc. A Catalunya, però, a alguns hospitals han vist que la marihuana presa en infusió, fumada, etc., pot tenir efectes beneficiosos a persones amb dolor, nàusees i vòmits que no poden prendre altres antihemètics o fàrmacs convencionals, per exemple en persones que reben radioteràpia com a tractament contra el càncer, o malalts d'esclerosi múltiple o sida. Recentment a Espanya i amb el nom de Nabilone, és possible obtenir càpsules amb extracte de cànnabis (dronabinol, THC o Δ9-tetrahidrocannabinol) amb prescripció mèdica i amb la seguretat que ha passat per controls de qualitat.
El consum de marihuana, haixix i de fongs al·lucinatoris és legal a Amsterdam. S'hi poden comprar i consumir, però, com que no són legals en els països fronterers ni -sense justificatiu mèdic- als Països Catalans, no es poden treure del país sense cometre un delicte al país on són introduïts. Als Països Baixos, com també a Espanya, el Canadà i altres països, és legal l'ús del cànnabis amb finalitat terapèutica i amb recepta mèdica.
El comerç de llavors és legal als Països Catalans, però no el conreu.

### Sancions
Consumir o tenir a sobre drogues il·legals en espais públics pot comportar una sanció administrativa que va dels 300 als 3.000 € (50.001 pessetes als 5.000.000). Qualsevol acció que pot fer pensar a les autoritats que un vol vendre, com pot ser portar una quantitat superior al que es considera mitjana diària per al consum propi, o facilitar-ne el consum a altres, com dir que "és per als meus amics", pot suposar l'inici d'un procediment penal com a delicte contra la salut pública i ja no només es parla de multes, sinó també d'anys de presó.
A Catalunya, consumir drogues il·legals en espais públics o la tinença per a l'autoconsum no és delicte, però pot comportar una multa (sanció econòmica) civil de 300 a 30.050 euros. En canvi, sí que és delicte per llei i pot ésser penat amb una sanció econòmica d'un any a nou anys de presó, el fet d'elaborar, produir, conrear o traficar amb substàncies estupefaents, psicotròpiques o tòxiques.

## Classificació
Les drogues han estat classificades segons múltiples sistemes de categorització, en l'actualitat, les classificacions en funció dels seus efectes farmacològics. Entre els diferents tipus de classificació empleats al llarg del temps destaquen els següents:
- Classificació de les drogues segons els efectes sobre el sistema nerviós central.
- Drogues fortes i drogues toves (segons el grau de dependència i els efectes nocius sobre l'individu tant sanitaris com socials).
- Drogues legals i il·legals (en funció del poder legislatiu).

### Segons els efectes produïts en el sistema nerviós central

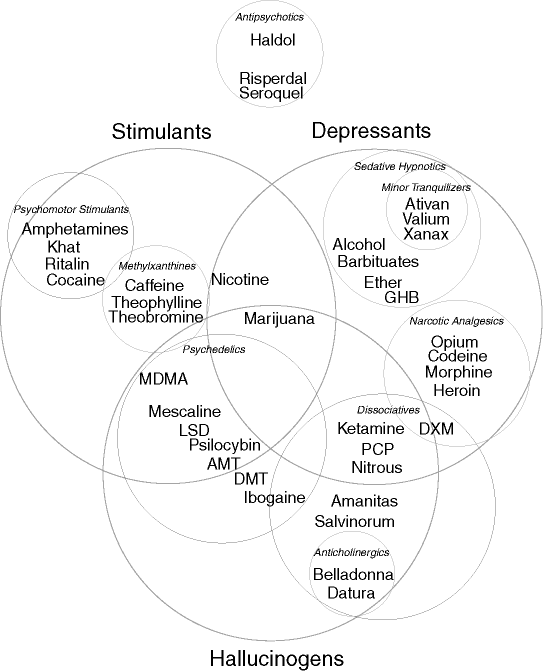
Classificació segons els efectes al sistema nerviós central.

La classificació de les drogues segons els efectes que produeixen en el sistema nerviós central constitueix el sistema de classificació més acceptat en l'actualitat, enfront de l'antiga distinció entre drogues dures i toves o legals i il·legals.
Segons els efectes que produeixen, les diferents substàncies podrien classificar-se en una o diverses (drogues mixtes) de les següents categories:
- Substàncies volàtils: Produeixen en qui els aspira un estat d'embriaguesa. Els efectes nocius són de caràcter mental i orgànic. Ho són, per exemple, el gas lacrimògen, l'èter, el tricloroetilè, la benzina, vernissos, coles i dissolvents.[23]
- Depressors del sistema nerviós central o psicolèptics: inhibeixen el funcionament del sistema nerviós central, alentit l'activitat nerviosa i el ritme de les funcions corporals. Entre els efectes que produeixen es troben relaxació, sedació, somnolència, son, analgèsia i fins i tot coma. Exemples d'aquestes substàncies els constituirien l'alcohol, els diversos tipus d'opiacis (heroïna, morfina, metadona, etc.), Certs psicofàrmacs (com ara les benzodiazepines o els barbitúrics), etc.[23]
- Estimulants o psicoanalèptics:[23] produeixen una activació general del sistema nerviós central, donant lloc a un increment de les funcions corporals. S'estableix una distinció entre estimulants grans (com ara la cocaïna o les amfetamines) i estimulants menors (com la nicotina o les xantines: cafeïna, teïna, teobromina).
- Al·lucinògens o psiquedèlics:[23] també coneguts com a pertorbadors. Produeixen un estat de consciència alterat, deformen la percepció i evoquen imatges sensorials sense entrada sensorial. Exemples d'aquestes substàncies els constituirien l'LSD o les anomenades drogues de síntesi, que pels efectes que produeixen serien més ben considerades com a substàncies mixtes estimulants-al·lucinògenes.

| Substàncies Depressores del SNC  | Substàncies estimulants del SNC | al·lucinògens |
| -------------------------------- | ------------------------------- | ------------- |
| Alcohol                          | Cocaïna                         | LSD           |
| Opiacis (Heroïna, Morfina, etc.) | Amfetamines                     | Psilocibina   |
| Benzodiazepines                  | Nicotina                        | Peiot         |
| Barbitúrics                      | Xantinas (Cafeïna, Teïna, ec.)  |               |
| Cànnabis i derivats              |                                 |               |
| Inhalants                        |                                 |               |

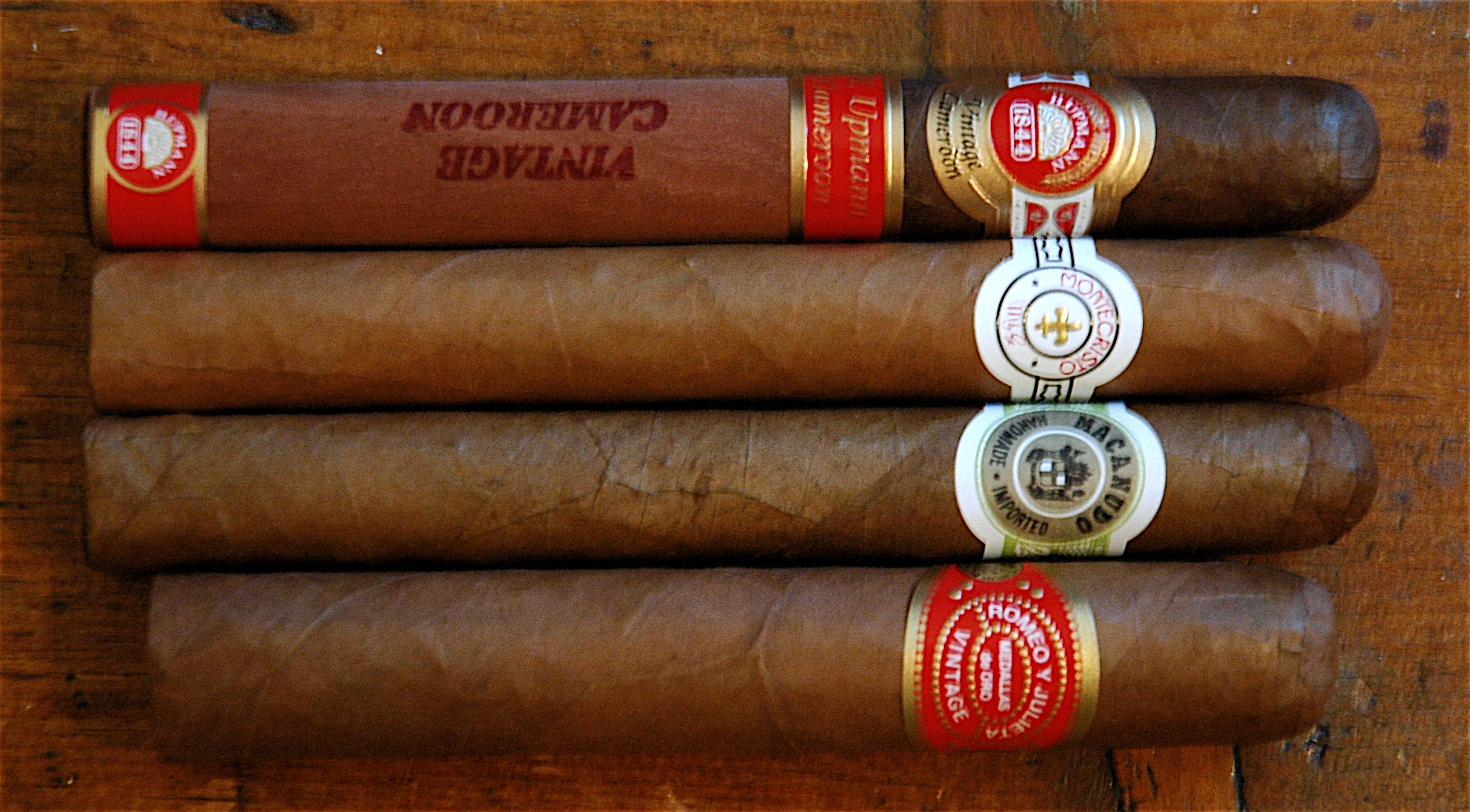
Tabac en forma de cigar

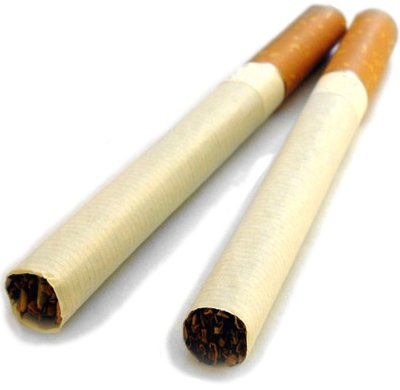
Cigarretes de tabac

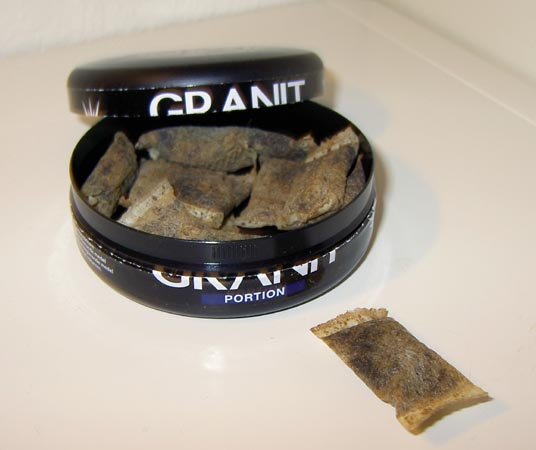
Tabac en forma de snus

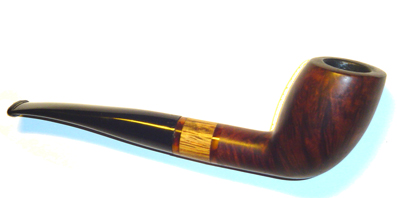
pipa per a fumar tabac.

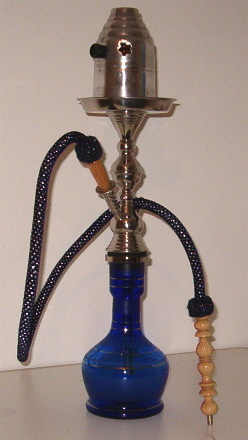
Narguil per fumar tabac

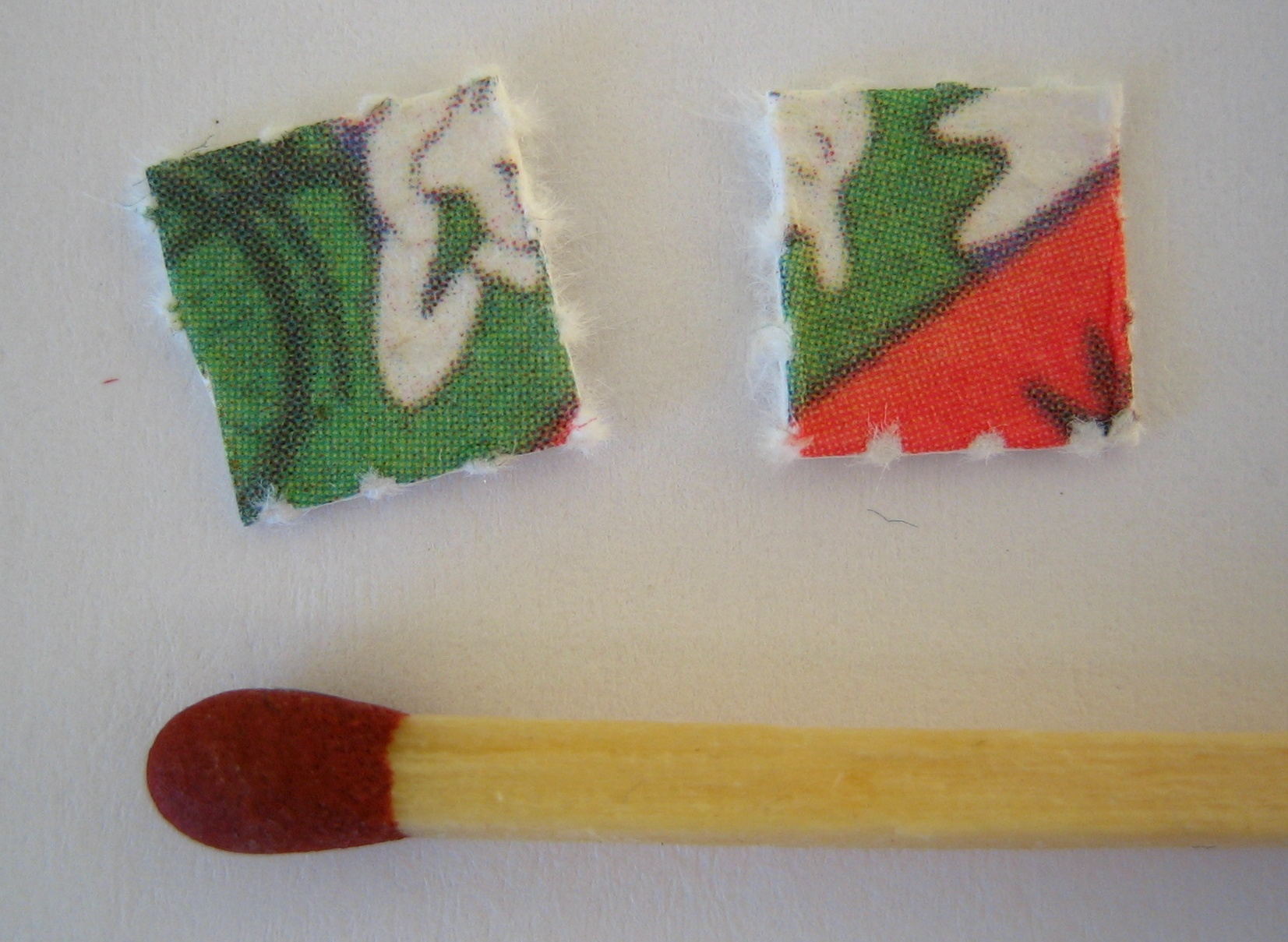
LSD amb un misto

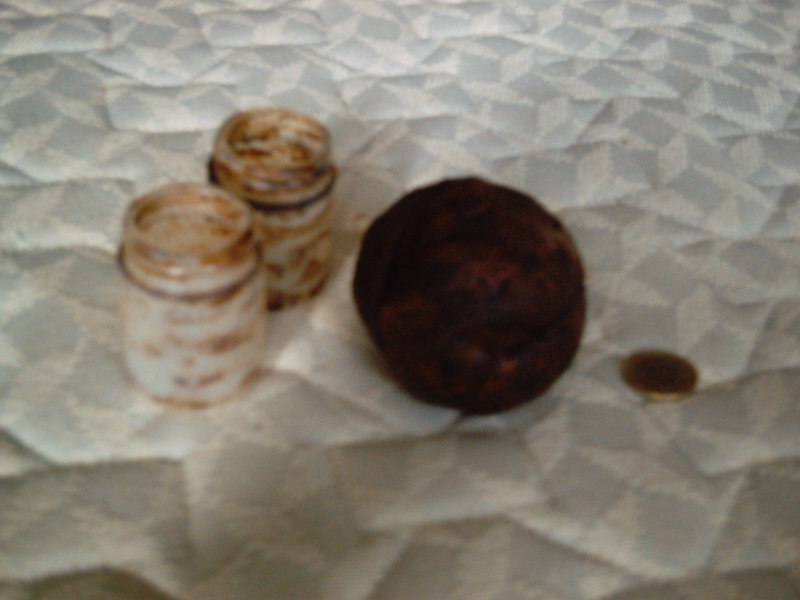
bola d'opi

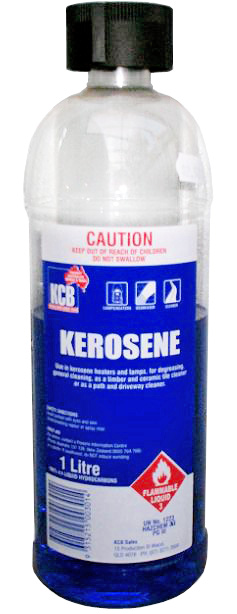
Querosè, una droga per inhalació

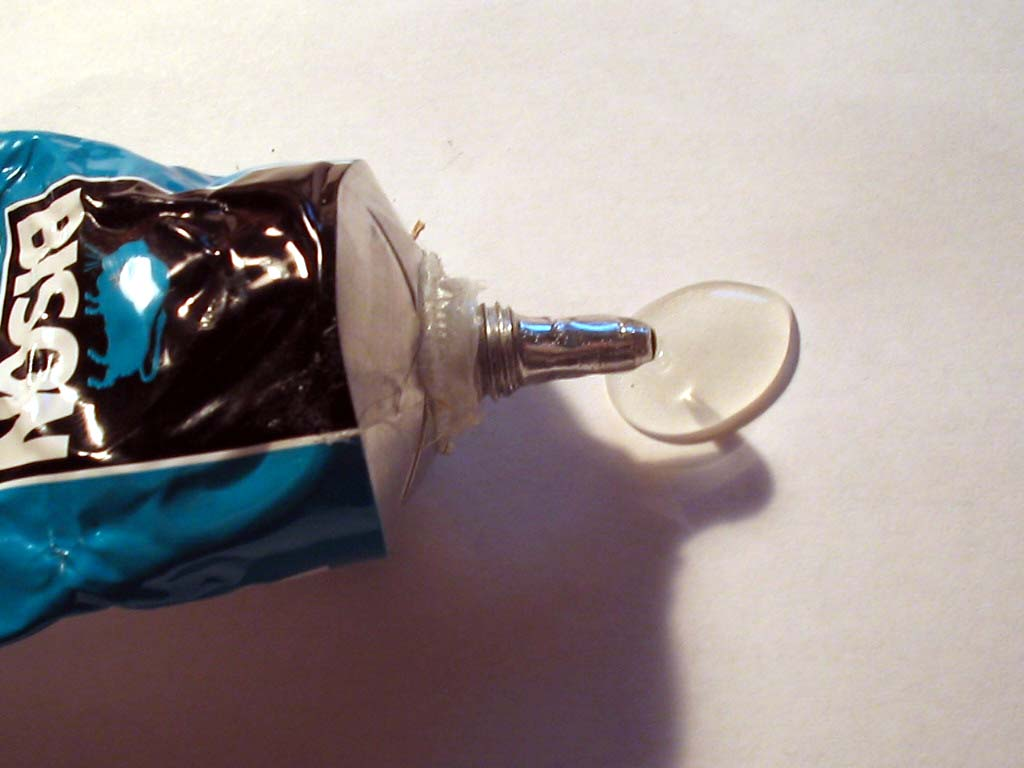
L'ús de cola esnifada és usada com a droga degut als dissolvents que conté. Com a substància de fàcil obtenció és usada amb relativa freqüència entre els menors d'edat amb pocs recursos econòmics.

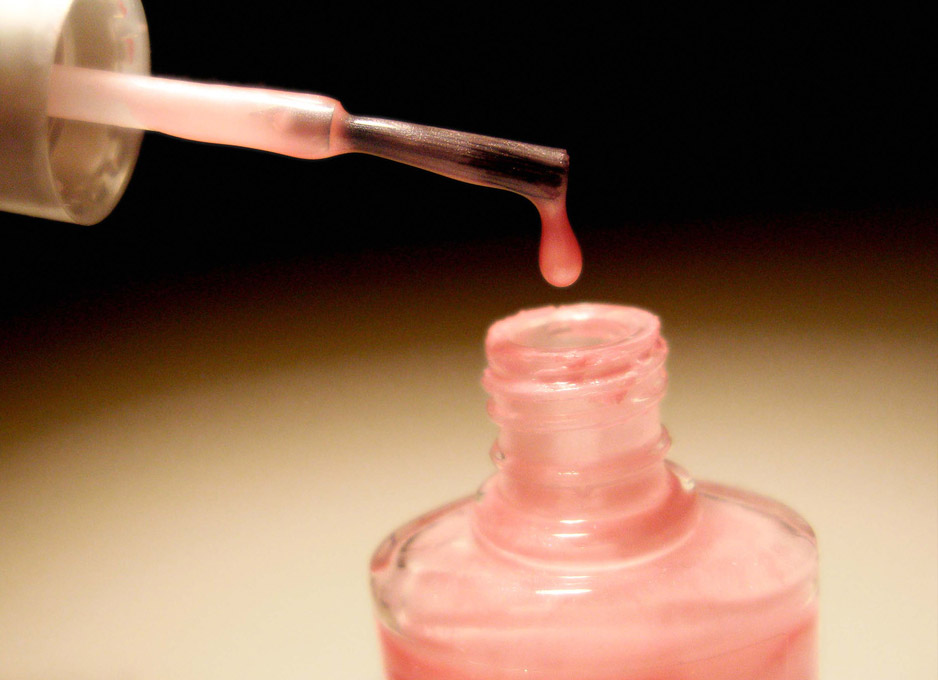
Esmalt d'ungles.

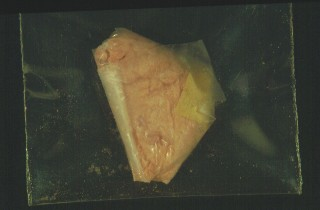
Mescalina en pols.

Llista amb algunes drogues ordenades de major a menor potencial d'addicció, puntuat de zero (nul) a cent (màxim). D'aquesta llista almenys tres substàncies són de venda legal als comerços i són d'ús corrent en la societat occidental: la nicotina (número 1 a la llista) del tabac, el cafè i l'alcohol. També es pot aconseguir amb recepta el diazepam, del qual curiosament el seu moderat poder d'addicció contrasta amb els estudis dels qui creuen que és un placebo. La consideració legal d'aquestes tres drogues (nicotina, cafeïna i alcohol) és diferent de les de la resta de la llista.
| Núm. | Droga                       | Potencial d'addicció |
| ---- | --------------------------- | -------------------- |
| 1    | Nicotina                    | 100/100              |
| 2    | Metamfetamina fumada        | 98.53/100            |
| 3    | Crac                        | 97.66/100            |
| 4    | Metamfetamina injectada     | 94.09/100            |
| 5    | Valium (Diazepam)           | 85.68/100            |
| 6    | Metacualona                 | 83.38/100            |
| 7    | Secobarbital                | 82.11/100            |
| 8    | Alcohol                     | 81.85/100            |
| 9    | Heroïna                     | 81.80/100            |
| 10   | Amfetamina via Oral (Crank) | 81.09/100            |
| 11   | Cocaïna                     | 73.13/100            |
| 12   | Cafeïna                     | 72.01/100            |
| 13   | PCP (Fenciclidina)          | 55.69/100            |
| 14   | Marihuana                   | 21.16/100            |
| 15   | Èxtasis                     | 20.14/100            |
| 16   | Bolets al·lucinògens        | 17.13/100            |
| 17   | LSD                         | 16.72/100            |
| 18   | Mescalina                   | 16.72/100            |

### Segons la seva perillositat a curt termini
Aquesta classificació és emprada per professionals malgrat que ni la Classificació Internacional de Malalties ni el Diagnostic and Statistical Manual of Mental Disorders l'accepten.
La diferència entre una droga dura i una droga tova és que aquella causa una addicció i/o una dependència física i psíquica, mentre que una droga tova solament causa una sola addicció i/o dependència, la qual pot ser psíquic sol o físic sol.
A l'origen aquesta distinció va pretendre servir per distingir les drogues altament addictives que comporten seriosos danys a la salut (dures), de les poc addictives, que no presenten un risc greu per qui les consumeix (toves).
Malgrat això aquesta distinció és encara emprada tant en el discurs oficial com en la parla informal:
- Drogues dures: la cocaïna, els opiacis (morfina, heroïna, ec.), l'alcohol, o les amfetamines són comunament descrites com a drogues dures.
- Drogues toves: el terme és aplicat generalment als derivats del cànnabis (marihuana, haixix, ec.), a la cafeïna, ec. En general el terme s'aplica a substàncies el consum de les quals no comporta patrons de comportament social desadaptatius.

Algunes drogues toves estan prohibides en la majoria dels països, mentre que drogues dures poden ser adquirides, encara que amb restriccions, en la major part del món.
La distinció entre drogues dures i toves és important en la política de drogues dels Països Baixos, entre altres estats, on certes drogues toves gaudeixen de la tolerància oficial, encara que gairebé sempre estan subjectes a restriccions quant al seu comerç, producció i consum.

### Segons la seva legalitat
Consisteix en la classificació de les substàncies en funció de les restriccions legals establertes en cada estat particular respecte al consum, producció i venda de les diferents substàncies. Així, en la major part dels països occidentals les drogues es classifiquen segons la normativa legal, de la següent manera:
- Drogues legals: alcohol, tabac, psicofàrmacs, estimulants menors i altres substàncies (heroïna, metadona, ec.) sota prescripció mèdica.
- Drogues il·legals: són totes les que no formen part de l'apartat anterior i a les quals s'accedeix a través del mercat negre (s'inclouria aquí, per exemple, la metadona obtinguda subreptíciament encara que inicialment hagi estat dispensada a partir de vies legals): cànnabis, heroïna, cocaïna, ec.

## Iniciació al consum de droga

### Causes
Les causes que poden induir a una persona a començar a drogar-se, poden ser múltiples i variades. Algunes de les més habituals són les següents:
- La recerca del plaer: alcohol, tabac, al·lucinògens, drogues psicodèliques, etc.[25]
- La recerca de major creativitat: Al segle xix alguns escriptors eren consumidors d'opi (Edgar Allan Poe, Baudelaire, Samuel Taylor Coleridge, etc.) o d'altres drogues (el peiot, la cocaïna i els fongs al·lucinògens, per exemple).[25]
- Ús en cerimònies religioses o rituals: La mateixa església catòlica, per exemple, utilitza el vi a les seves misses.[25]
- Fugida de problemes personals: Les persones dels països més industrialitzats tenen una major tendència a no superar situacions com la tristesa o la falta de felicitat, i busquen eliminar-les per mitjà de pastilles, narcòtics, alcohol o altres substàncies.[25]
- Ús contra el dolor físic: En malalties o no, de manera de vegades abusiva, per causa d'un pànic desmesurat al dolor típic dels països més medicalitzats i desenvolupats, altres per a millorar la qualitat de vida de malalts crònics o sedar en operacions quirúrgiques. Abans es feia servir l'alcohol com a anestèsic, avui la marihuana ajuda a eliminar els vòmits causats per la quimioteràpia dels malalts de càncer.[25]
- Connectar amb els altres: Hi ha drogues que s'associen típicament al foment de la relació social, com és el cas de l'alcohol, el cafè o el te. Prendre amb algú una copa o un bon cafè amb llet pot ser una manera de fomentar la tertúlia o d'intimar. Els indis sud-americans utilitzen de la mateixa manera les fulles de coca. Les drogues al llarg de la història compleixen la funció social d'ajudar que les persones perdin la seva inseguretat personal i es confiïn amb el seu interlocutor. Així, un motiu important per a introduir-se al món de les drogues és el no voler sentir-se diferent dels altres i sentir que el grup al qual s'acosta accepta el nou individu. Durant molt de temps ha estat l'entrada a l'alcohol i al tabac, actualment també a la marihuana, l'èxtasi i altres drogues.[25]
- Actitud de rebel·lió: Sigui real o com a imatge que es vulgui transmetre per semblar més interessant. És més típica als adolescents, que pretenen reafirmar-se transgredint i per oposició a les regles dels més grans. Per a ells, tastar "la fruita prohibida" resulta molt atractiu.[25]
- Actitud d'experimentació personal: Algunes persones tenen curiositat personal per a conèixer quins efectes fan les drogues al propi cos i a la ment. Així, per exemple, de la mateixa manera de Marie Curie probava els efectes de la radiació sobre la seva mà, Sigmund Freud prenia cocaïna.[25]

## Procés d'addicció
Les drogues produeixen canvis físics o psíquics al sistema nerviós central, mitjançant una alteració al funcionament de les neurones. Aquests canvis solen experimentar-se en una sèrie de sensacions plaents a l'organisme, que són les que moltes vegades animen l'usuari a repetir el consum de la droga. Però, a més, a mesura que es consumeix la droga es produeixen altres tres processos de manera duradora, que són els que caracteritzen l'anomenada drogoaddicció. Són els següents:
- Dependència: El consumidor valora el consum de la droga com la primera prioritat i el més important a la vida.[26]
- Tolerància: El cos necessita cada vegada una major quantitat de droga per a obtenir els mateixos efectes plaents del començament.[26]
- Addicció: El consumidor té problemes físics, psíquics i/o psicològics quan no pren la droga. Necessita consumir-la per a poder parar aquestes molèsties indesitjades, que poden ser més o menys greus segons el tipus de droga i la severitat de l'addicció.[26]

## Policonsum de drogues
El policonsum de drogues és l'ús de més d'una droga al mateix temps, per exemple beure alcohol metre es fuma una cigarreta. Aquest fet no suma els efectes negatius d'una droga i l'altra sinó que els multiplica, i també poden efectes no desitjats que no hi serien amb el consum únic d'una ni de l'altra droga. Quant als efectes desitjats, en barrejar-se, alguns es contraresten entre una droga i l'altra, altres en canvi es potencien, cosa que fa molt difícil predir i controlar els efectes finals que produiran en el cos i en la conducta. Barrejar diferents substàncies pot provocar efectes perillosos o anul·lar els efectes desitjats.
Amb tot això, és difícil diferenciar si el que s'ha près ha fet efecte o no, i al final es pot acabar consumint molta més quantitat, amb la qual cosa hi ha més risc d'arribar a una sobredosi sense adonar-se'n.
Algunes barreges i els seus efectes són:
- Alcohol i èxtasi líquid: Barrejats potencien l'efecte depressor de l'èxtasi líquid, i així és més fàcil arribar a tenir efectes no desitjats: mareig, estat de somnolència, pèrdua de coneixement, dificultats respiratòries i "quadre de coma", entre d'altres. Si això succeeix, cal trucar al 061 (a Espanya) o al 871105 (unitat de conductes addictives de la Clínica Meritxell, a Andorra).[28]

- Alcohol i èxtasi: L'alcohol és una forma d'"enterbolir" l'experiència de l'èxtasi. A més, ambdues deshidraten el cos, potenciant-se aquest efecte si el consumidor es troba en un local tancat, amb molta gent i ballant sense parar: sent com si la temperatura del seu cos no para de pujar i pot tenir taquicàrdia, pèrdua de consciència, cop de calor o crisi d'ansietat. Aquesta combinació també redueix les defenses de l'organisme.[29]

- Alcohol i cannabis: Junts es potencien els efectes depressors del sistema nerviós central. Així, és més probable que el consumidor tingui una lipotímia o baixada de tensió, que pot anar precedida de marejos, pèrdua de força, suor freda, etc. Cal deixar immediatament de fumar i beure, anar a un lloc tranquil, amb aire fresc, i menjar una mica de sucre.[30]

- Alcohol i cocaïna: Aquestes substàncies tenen efectes depressor i estimulant, contraris entre ells, sobre el sistema nerviós central. La seva combinació fa que el fetge produeixi una altra substància: la cocaetilena, que incrementa la toxicitat de la cocaïna i la duració del seu efecte, ja que queda més temps a la sang. A més, augmenta el risc de patir trastorns depressius. L'alcohol fa disminuir els efectes de rigidesa i tensió de la cocaïna mentre que aquesta "amaga" la sensació de borratxera, així el consum es converteix en un cercle viciós: com el consumidor no sent els efectes d'una cosa i l'altra, augmenta les quantitats de les dues. Però encara que no els senti, els efectes de l'alcohol sí que actuen sobre el sistema nerviós, disminuint els reflexos, l'atenció i la capacitat de reacció. Per això és important no conduir. També hi ha el risc d'intoxicació aguda o coma etílic sense adonar-se'n.[31]

- Cannabis, èxtasi i estimulants (cafeïna, etc.): El cànnabis contraresta els efectes estimulants de l'èxtasi, la cocaïna i lspeed. Si una persona pren una substància estimulant i cànnabis, l'efecte de la primera es veu reduït i, per tat, sentirà la necessitat de consumir-ne més. La barreja d'èxtasi i cànnabis pot potenciar l'efecte al·lucinogen i donar lloc a una experiència negativa ("mal rotllo"). A més, estudis recents indiquen que poden quedar afectades les capacitats de memòria, aprenentatge, fluïdesa verbal, velocitat de processament i destresa manual.[32]

- Èxtasi i tabac: el tabac augmenta l'efecte de l'èxtasi.[33]

- Èxtasi amb cocaïna o amb speed: La cocaïna anul·la els efectes de "love up" (estima, afecte, empatia, etc.) de l'èxtasi, fet que pot portar a fer que en prengui més buscant aquests efectes. Amb l'speed es potencien molt més els efectes negatius de la baixada. A més, si l'èxtasi està adulterat amb speed o cafeïna (la qual es troba també a les begudes energètiques i les a base de cola), el consumidor estarà tens i deshidratat.[34]

- Ansiolítics amb alcohol: La barreja d'alcohol i ansiolítics potencia els estats depressius.[35]

- Píndola anticonceptiva amb amfetamina: Se sap que l'èxtasi allibera serotonina i l'amfetamina allibera dopamina, però és una barreja que encara no s'ha estudiat. Se suposa que la baixada serà molt més dura.[33]

- Viagra amb èxtasi: Augmenta desmesuradament la pressió sanguínia.[33]

- Viagra amb popper: Encara més perillós que la viagra amb èxtasi, pot produir un col·lapse.[33]

## Deixar les drogues
Per a un drogoaddicte, el primer pas és admetre i ésser conscient que ho és. La majoria de les persones pensen que dominen la situació i que, si volen, poden deixar de consumir la droga. Malauradament sovint és un procés dur i difícil, no és només el cos, que demana la substància per a sentir-se bé, sinó el fet d'haver de canviar de comportaments, de gestos que el malalt troba a faltar, de les ganes psicològiques. En els casos en què la persona havia començat a drogar-se per a fugir de problemes personals, de pors (perdre els amics, engreixar, etc.), d'una baixa autoestima o d'una cerca de creativitat, per exemple, en deixar-les haurà d'aprendre a enfrontar-les, i potser hi haurà altres problemes que s'hi hagin afegit. En general, és habitual que al procés de presa de drogues s'hi hagin instal·lat problemes socials (amb la família, els amics, a la feina, etc.), de salut i psicològics.

## Consum a la Unió Europea

Consum de cànnabis a la Unió Europea sobre enquestes recollides entre 2002 i 2006 segons l'Estat. Dades elaborades per lEuropean Monitoring Centre for Drugs and Drug Addiction.
Consum de cocaïna a la Unió Europea sobre enquestes recollides entre 2002 i 2006 segons l'Estat. Dades elaborades per lEuropean Monitoring Centre for Drugs and Drug Addiction.
Consum d'èxtasi a la Unió Europea sobre enquestes recollides entre 2002 i 2006 segons l'Estat. Dades elaborades per lEuropean Monitoring Centre for Drugs and Drug Addiction.

## Higiene, seguretat i medi ambient
No és recomnable fumar cap mena de droga en presència d'infants, dones embarassades o, idealment, de cap altra persona que no estigui fumant la mateixa substància, ja que cal assumir que, si no la fuma, és que no ho vol fer; i obligar a ingerir droga a terceres persones és -en el cas de les il·legals- un delicte. En el cas de les legals pot no ser il·legal en alguns països però s'està posant en perill la salut d'una altra persona.
És recomanable l'ús de xeringues noves cada vegada que s'usen, i sobretot per a cada persona, per a evitar un possible contagi de malaltia a través de la sang. El material en general cal que estigui net, per a evitar infeccions.
El fum, les burilles i el material divers tirat per terra contaminen l'aire i el terra.